# Chiesa dei Santi Simone e Giuda (Ferrara)
La chiesa dei Santi Simone e Giuda si trova in via Belfiore a Ferrara e risale al XII secolo.

## Storia
La piccola chiesa venne edificata nel XII secolo nel primo nucleo urbano cittadino, il Castello dei Curtensi. Ottenne dignità di chiesa parrocchiale nel 1278 e pochi anni dopo, nel 1292, fu elevata a prebenda canonicale.

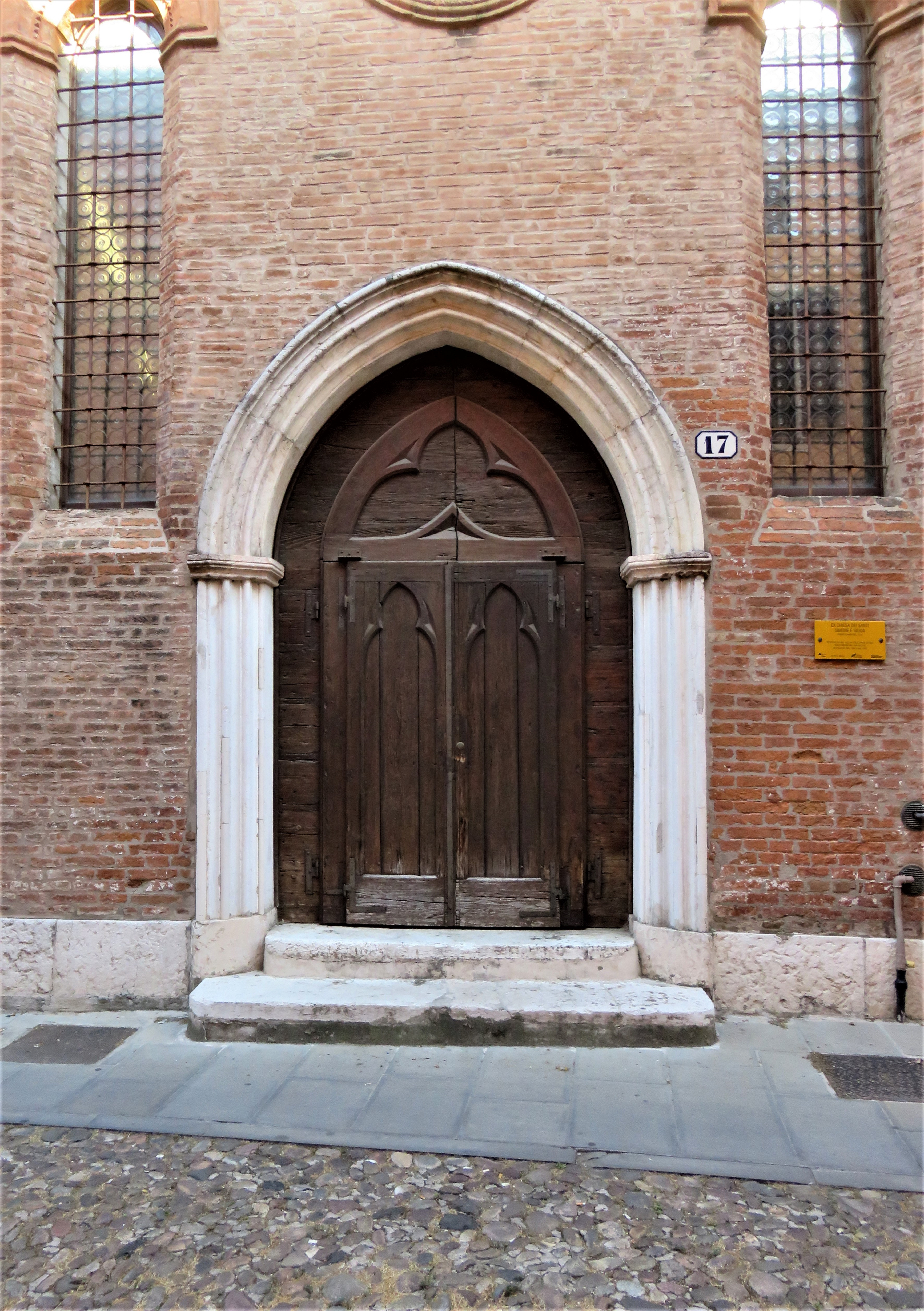
Chiesa dei Santi Simone e Giuda. Particolare del portale di accesso

Dopo oltre un secolo fu oggetto di importanti lavori di ricostruzione, assumendo forme tardo-gotiche. Nel 1422 fu nuovamente consacrata. 
Verso la fine del XVIII secolo venne ampliata con la costruzione di un nuovo abside. Seguirono anni di lento degrado e abbandono, culminati nel periodo delle soppressioni napoleoniche. La chiesa fu venduta a privati e solo nel 1815 fu riacquistata con la concessione del suo usufrutto alla Confraternita del Sacro Cuore.
Con l'inizio del XX secolo si restaurò la facciata, ripristinandone la forma medievale originale ma in pochi anni, nuovamente, l'edificio subì un forte degrado. Fu utilizzato come magazzino e poi abbandonato, sino all'abbattimento della copertura del tetto che si era fatta ormai pericolante. 
La Ferrariae Decus si interessò della situazione e anche la Facoltà di Architettura dell'Università degli Studi di Ferrara iniziò ad occuparsene sino a quando la Cassa di Risparmio di Ferrara acquistò l'immobile e fece iniziare i lavori di recupero e restauro, conclusi nel primo decennio del XXI secolo.

## Descrizione
Il prospetto principale che si affaccia su via Belfiore è in stile neogotico, con un importante portale concluso da un arco a sesto acuto al quale si accede con due scalini. Ai lati, nella parte alta della facciata, due alte finestre con inferriate pure esse concluse con volta ad ogiva. Al centro, sotto la copertura del tetto, un rosone cieco.